# Eubucco tucinkae
Eubucco tucinkae là một loài chim trong họ Capitonidae.